# Roman Lengyel
Roman Lengyel (* 3. listopadu 1978 České Budějovice) je bývalý český fotbalový obránce, případně defenzivní záložník. Po skončení hráčské kariéry se věnuje trénování mládeže v týmu SK Dynamo České Budějovice.

## Rodina
Roman Lengyel je ženatý, s manželkou mají jedno dítě. Švagrem Romana Lengyela je slovenský hokejista Stanislav Jasečko, který se v květnu 2002 oženil ve Spišské Nové Vsi s Lengyelovou sestrou Hanou.

## Klubová kariéra
Začínal v Lokomotivě České Budějovice. Je odchovanec českobudějovického SK Dynamo, za něž odehrál ve třech prvoligových sezónách 56 zápasů. V jedenadvaceti letech přestoupil za 15 milionů Kč do Sparty Praha. Nedokázal se však dlouhodobě prosadit do základní sestavy, a tak po roce a půl přestoupil do Teplic.
Šest a půl sezóny odehrál v ruské 1. a 2. lize. V lednu 2004 zamířil na zahraniční angažmá do ruského klubu Saturn Ramenskoje. V Saturnu však téměř nehrál a proto po roce využil nabídky na hostování v druholigovém týmu FK Kubáň Krasnodar, kde byl tehdy trenér Jozef Chovanec. Později se hostování změnilo ve stálé angažmá. V sezóně 2008 se v dresu Kubáně Krasnodar radoval z návratu do nejvyšší soutěže a navíc byl vyhlášen nejlepším obráncem ruské 2. ligy. V ruské Premier Lize dále hrál za FK Rostov. V srpnu 2010 se vrátil do SK Dynamo České Budějovice.

### Klubové statistiky
| Sezona | Klub                      | Země  | Soutěž  | Zápasy | Góly |
| ------ | ------------------------- | ----- | ------- | ------ | ---- |
| 96/97  | SK Dynamo ČB              | Česko | 1. liga | 13     | 0    |
| 97/98  | SK Dynamo ČB              | Česko | 1. liga | 28     | 1    |
| 98/99  | SK Dynamo ČB              | Česko | 2. liga | 25     | 6    |
| 99/00  | SK Dynamo ČB Sparta Praha | Česko | 1. liga | 15 5   | 1 0  |
| 00/01  | Sparta Praha              | Česko | 1. liga | 10     | 1    |
| 01/02  | Sparta Praha FK Teplice   | Česko | 1. liga | 3 10   | 0    |
| 02/03  | FK Teplice                | Česko | 1. liga | 30     | 0    |
| 03/04  | FK Teplice                | Česko | 1. liga | 16     | 1    |
| 2004   | Saturn Ramenskoje         | Rusko | 1. liga | 3      | 0    |
| 2005   | FK Kubáň Krasnodar        | Rusko | 2. liga | 36     | 0    |
| 2006   | FK Kubáň Krasnodar        | Rusko | 2. liga | 41     | 0    |
| 2007   | FK Kubáň Krasnodar        | Rusko | 1. liga | 29     | 0    |
| 2008   | FK Kubáň Krasnodar        | Rusko | 2. liga | 40     | 2    |
| 2009   | FK Rostov                 | Rusko | 1. liga | 27     | 0    |
| 2010   | FK Rostov                 | Rusko | 1. liga | 2      | 0    |
| 10/11  | SK Dynamo ČB              | Česko | 1. liga | 22     | 0    |
| 11/12  | SK Dynamo ČB              | Česko | 1. liga | 26     | 2    |
| 12/13  | SK Dynamo ČB              | Česko | 1. liga | 29     | 0    |
| 13/14  | SK Dynamo ČB              | Česko | 2. liga | 29     | 3    |
| 14/15  | SK Dynamo ČB              | Česko | 1. liga | 29     | 1    |

## Reprezentační kariéra
Roman Lengyel prošel několika mládežnickými reprezentacemi České republiky, nastoupil za českou reprezentaci do 18 let (4 zápasy, 3 remízy, 1 prohra, 0 vstřelených gólů), do 20 let (1 zápas, 1 výhra, 0 vstřelených gólů) a do 21 let (24 zápasů, 13 výher, 4 remízy, 7 proher, 0 vstřelených gólů). V roce 1998 odehrál tři utkání za český reprezentační B-výběr na turnaji v čínské Šanghaji. Postupně hrál proti TSV 1860 München (výhra 1:0), Ramplas Juniors (prohra 1:2) a FC Šanghaj (výhra 3:0).

### Letní olympijské hry 2000
Nastoupil i v českém olympijském výběru do 23 let na Letních olympijských hrách v Sydney v roce 2000. 13. září 2000 odehrál plný počet minut v utkání se Spojenými státy americkými, zápas skončil remízou 2:2. 16. září 2000 v Brisbane podlehl český tým Kuvajtu 2:3, Lengyel nastoupil opět v základu a ve závěru utkání korigoval výsledek vstřelenou brankou na rozdíl jednoho gólu (na konečných 2:3). V posledním zápase českého týmu v základní skupině s Kamerunem hrál do 62. minuty, český národní tým remizoval 1:1  a se 2 body obsadil poslední příčku v tabulce skupiny C.

### Reprezentační góly a zápasy
Góly Romana Lengyela v české reprezentaci do 23 let (Olympijské hry) 
| Gól č. | Datum       | Stadion             | Soupeř | Skóre (min.) | Výsledek | Soutěž   | Gól         |
| ------ | ----------- | ------------------- | ------ | ------------ | -------- | -------- | ----------- |
| 01     | 16. 9. 2000 | Brisbane, Austrálie | Kuvajt | 02:30 (90.)  | 2:3      | LOH 2000 | padl ze hry |

| Rok    | Zápasy | Góly |
| ------ | ------ | ---- |
| 1998   | 5      | 0    |
| 1999   | 12     | 0    |
| 2000   | 7      | 0    |
| Celkem | 24     | 0    |

| Rok    | Zápasy | Góly |
| ------ | ------ | ---- |
| 2000   | 3      | 1    |
| Celkem | 3      | 1    |